# Vazir Orucov
Vazir Orucov (azero: Vəzir Surxay oğlu Orucov; Xoruzlu, 26 dicembre 1956 – Martakert, 22 marzo 1993) è stato un militare azero, Eroe Nazionale dell'Azerbaigian e partecipante della prima guerra del Nagorno Karabakh.

## Biografia
Vazir Orucov nacque il 26 dicembre 1956 nel villaggio di Xoruzlu della regione di Tartar. Studiò nella scuola secondaria nel villaggio di Khoruzlu e nel 1974 si iscrisse al Collegio di Industria leggera di Baku. Nel 1975 fu chiamato nell'esercito e nel 1977 essendo dimesso dall'esercito continuò la sua formazione secondaria. Orucov nel 1984 si trasferì a Belkovo, nell'Oblast' di Arcangelo, in Russia.

### Guerra del Karabakh e la partecipazione nelle battaglie
Nel 1992 tornò in Azerbaigian dopo aver sentito del massacro di Xocalı, ed il 4 maggio entrò nel battaglione di auto-difesa di Tərtər. Orucov iniziò la carriera come soldato ordinario, ma presto per le sue qualità divenne il vice comandante del battaglione. Armato di una pistola rubata ad un poliziotto si unì alla guerra per la liberazione di Ağdərə.

## Morte
Nel mese di agosto del 1992, Orucov andò in esplorazione verso il bacino idrico di Sarsang. Attorno a lui c’erano 30 esploratori armati con mitragliatrice PK. Il gruppo di Sardar Hamidov andava davanti e la squadra di esplorazione di Orucov li seguiva. Il Battaglione "Arabo" dell'Armenia subì molte perdite quel giorno.
Il 1º settembre 1992, nella battaglia per il villaggio di Childiran fu gravemente ferito durante il tentativo di colpire un carro armato nemico. Il 22 marzo 1993, morì eroicamente nella battaglia per la vetta Globo di Aghdere.
Fu sepolto nel vicolo dei Martiri a Baku. Con il decreto numero 495 del 27 marzo 1993 del Presidente della Repubblica dell'Azerbaigian a Vəzir Surxay oğlu Orucov è stato dato il titolo postumo di eroe nazionale.